# Kaede Nakamuraová
Kaede Nakamuraová (japonsky 中村 楓, * 3. srpna 1991 Iwate) je japonská fotbalistka.

## Reprezentační kariéra
Za japonskou reprezentaci v roce 2017 odehrála 3 reprezentační utkání.

## Statistiky
| Japonsko | Japonsko | Japonsko |
| Roky     | Záp.     | Góly     |
| -------- | -------- | -------- |
| 2017     | 3        | 0        |
| Celkem   | 3        | 0        |